# Guido Hebert
Guido Hebert (* 10. April 1899 in Dresden; † vor 1962) war ein deutscher Maler.

## Leben
Hebert studierte Malerei an der Kunstakademie Dresden bei Otto Gussmann. Es gibt von 1927 ein Gruppenfoto von einem Künstlerfest an der Akademie der bildenden Künste, auf dem Hebert mit abgebildet ist.
Mit Künstlern wie Ludwig Godenschweg, Hans Grundig, Eugen Hoffmann, Wilhelm Lachnit und Kurt Schütze bildete Hebert den Kern einer revolutionären Künstlergruppierung in Dresden. Aus Sehnsucht nach einer Begegnung mit den Werken der italienischen Renaissance unternahm Hebert mit Grundig, Schütze und Fritz Skade eine verwegene Wanderung nach Italien. Hebert malte Landschaften und Porträts und stand unter dem Einfluss der Malerei von Oskar Kokoschka.
Nach der Machtergreifung wurde er Mitglied der Reichskammer der bildenden Künste, und er konnte auch ausstellen. 1937 wurden im Rahmen der deutschlandweiten konzertierten Aktion „Entartete Kunst“ von den Nationalsozialisten fünf Bilder Heberts aus Dresdner öffentlichen Sammlungen beschlagnahmt und vernichtet. Danach sind keine Ausstellungen Heberts mehr belegt.
Das Dresdner Adressbuch nennt Hebert 1934/1944 als Kunstmaler mit der Adresse Sachsenplatz 2, ein Gebäude, das 1945 beim Luftangriff auf Dresden zerstört wurde.

## Werke

### 1937 als „entartet“ beschlagnahmte und zerstörte Werke
- Doppelbildnis (Öl; Staatliche Gemäldegalerie Dresden; zerstört)
- Stillleben (Öl; Staatliche Gemäldegalerie Dresden; zerstört)
- Mein Bruder (vor 1925, Öl auf Leinwand; von 1935 bis 1937 in Nürnberg, Dortmund und München in der Ausstellung „Entartete Kunst“; 1937 aus dem Stadtmuseum Dresden beschlagnahmt und danach zerstört)
- Selbstbildnis (vor 1925, Öl auf Leinwand; Stadtmuseum Dresden; von 1933 bis 1937 in Dresden, Nürnberg, Dortmund und München in der Ausstellung „Entartete Kunst“; 1937 aus dem Stadtmuseum Dresden beschlagnahmt und danach zerstört)[6]
- Zwei Mädchen (vor 1927, Aquarell; 1935 in Nürnberg und Dortmund in der Ausstellung „Entartete Kunst“; 1937 aus dem Stadtmuseum Dresden beschlagnahmt und danach zerstört)

### Weitere Werke (Auswahl)
- Stillleben (um 1930)[7][8]

## Ausstellungen (unvollständig)

### Einzelausstellungen
- 1930: Dresden, „Galerie Junge Kunst“ von Józef Sandel

### Ausstellungsbeteiligungen
- 1930: Berlin, Modernen Galerie Wertheim

- 1930: Dresden, Brühlsche Terrasse („Dresdner Kunst 1930“)

- 1934: Dresden, Brühlsche Terrasse („Sächsische Kunstausstellung“)
- 1934: Dresden, Brühlsche Terrasse („Sächsische Aquarell-Ausstellung“)
- 1935: Dresden („Dresdner Kunstausstellung“)
- 1936: Dresden („Kunstausstellung Dresden“)